# 山川紘矢
山川 紘矢（やまかわ こうや、1941年11月21日 - ）は、日本の精神世界・スピリチュアル系の翻訳家、著作家、講演家。スピリットダンス主催、セミナー講師。翻訳は妻の山川亜希子と共に行っている（なお「紘矢」「亜希子」はペンネームである）。

## 略歴
静岡県引佐郡引佐町（現・浜松市浜名区）生まれ。静岡県立掛川西高等学校を経て東京大学法学部第1類（私法コース）卒業後、大蔵省（現・財務省）に入省（国有財産局総務課）。その後は外務省に出向し在マレーシア日本国大使館で3年間、外交官として勤務。1971年7月 加治木税務署長。1972年7月 大臣官房秘書課長補佐（財務官室）心得。1973年7月よりハワイ大学大学院、シカゴ大学大学院で学ぶ。その後は神戸税関、国際連合大学、世界銀行に勤務。
1987年7月 財政金融研究所研究部長を最後に大蔵省を退職、ニューエイジ・精神世界・スピリチュアル関係の翻訳家になる。

## 著書
- 『天使クラブへようこそ』（マガジンハウス） 1999.9
- 『輪廻転生を信じると人生が変わる』（ダイヤモンド社） 2009.9、角川文庫 2016
- 『天国はここにあり - 新・天使クラブへようこそ』（ダイヤモンド社） 2010
- 『死ぬのが怖いあなたに』（イースト・プレス） 2011
- 『人生を変える極上の教え』（イースト・プレス） 2013
- 『すべては良きことのために』（KADOKAWA / 角川書店、角川文庫） 2016

### 共著
- 『アシジの丘 聖フランチェスコの愛と光』（亜希子共著、リア・ジャパン） 1988、改訂版（日本教文社） 1999
- 『(CD) 山川紘矢・亜希子の誰にでもできるやさしい瞑想入門 (<CD>)』（亜希子共著、PHP研究所、山川紘矢・亜希子の瞑想CD第3弾） 2005
- 『フィンドホーン日々の言葉31 (<CD>)』（亜希子共著、PHP研究所、山川紘矢・亜希子の朗読CD第4弾） 2007
- 『医師もすすめる｢前世療法CD｣つき! 前世を知って幸せになる本』（亜希子共著、マキノ出版、マキノ出版ムック） 2011
- 『30冊の本』（亜希子共著、PHP研究所） 2011
- 『図解 人生に奇跡を起こす魔法の本 スピリチュアルベストセラーのメッセージ25』（亜希子共著、イースト・プレス） 2013
- 『魂のことば』（亜希子共著、廣済堂出版） 2014
- 『なんだ! こんなふうに生きればよかったのか わかってる人たちから学ぶ優しいさとりかた』（亜希子, 牧野内大史, あさりみちこ共著、ヒカルランド） 2014
- 『出会った人が運命の人』（亜希子共著、マイナビ、マイナビ文庫） 2014
- 『人生を100%の幸せで満たす言葉』（亜希子共著、マガジンハウス） 2015
- 『99%の人が知らない死の秘密』（阿部敏郎共著、興陽館） 2015
- 『山川さん、黒斎さん、いまさらながらスピリチュアルって何ですか?』（亜希子, 雲黒斎共著、日本文芸社） 2015
- 『マンガでわかる 引き寄せの法則』（蛭田直美, 長谷川梢共著、リンダパブリッシャーズ、リンダパブリッシャーズの本） 2015
- 『引き寄せの極意』（亜希子共著、興陽館） 2016
- 『祈りの言葉 - 『見えない力』を味方にして、人生を変える』（亜希子共著、ダイヤモンド社） 2016
- 『受け入れの法則』（亜希子, あーす・じぷしー, Naho & Maho共著、リンダパブリッシャーズ） 2016
- 『受け入れの極意』（亜希子, あーす・じぷしー共著、興陽館） 2017
- 『精霊の囁(ささや)き 30年の心の旅で見つけたもの』（亜希子共著、PHP研究所） 2017
- 『神さまに愛される最高の生き方!』（亜希子共著、興陽館） 2018
- 『すべては魂の約束 親子、夫婦、友人、自分自身 - 本当に幸せな関係を築くために』（亜希子共著、BABジャパン） 2018
- 『“YES" 新・受け入れの法則』（亜希子, あーす・じぷしー, Naho & Maho共著、PHP研究所） 2019

## 翻訳
（特記なき限り、亜希子との共訳）
- 『なまけ者のさとり方』（タデウス・ゴラス、地湧社） 1988.4、のちPHP文庫
- 『ホワイトホール・イン・タイム 進化の意味と人間の未来』（ピーター・ラッセル、地湧社） 1993.4
- 『フィンドホーンの花』（英語版）（アイリーン・キャディ、日本教文社） 1994.11
- 『ラザリス 聖なる旅』（ジャック・パーセル、ワン・ネットワーク） 1994.10
- 『聖なる知恵の言葉 魂のためのガイドブック』（スーザン・ヘイワード編、PHP研究所） 1995.3、のち文庫
- 『フィンドホーンの魔法』（ポール・ホーケン、日本教文社） 1995.7、のちサンマーク文庫
- 『フィンドホーン愛の言葉』（アイリーン・キャディ、日本教文社） 1995.12
- 『スピリチュアル・マネジャー』（リー・G・ボールマン, テレンス・E・ディール、新潮社） 1996.4
- 『聖なる知恵の宝石箱 魂のためのガイドブック 2』（スーザン・ヘイワード, マルコム・コーハン、PHP研究所） 1996、のち改題文庫化『運命を変える聖なる言葉』
- 『運命の貴族となるために』（ジョン・マクドナルド、飛鳥新社） 1996.12、のち改題『マスターの教え』
- 『大地の天使たち』（ドロシー・マクリーン、日本教文社） 1997.9
- 『喜びの瞑想』（サリー・レッドフィールド、角川mini文庫） 1997
- 『ラスト・バリア スーフィーの教え』（ルシャッド・フィールド、角川書店） 1997.9
- 『聖なる旅』（ピースフル・ウォリアー, ダン・ミルマン、徳間書店） 1998.2、のち文庫
- 『人はなぜ生まれたか』（デイビッド・シュパングラー、日本教文社） 1998.12
- 『心の扉を開く 聖なる日々の言葉』（アイリーン・キャディ、川瀬勝, 羽成行央共訳、日本教文社） 1998.4
- 『ホワンの物語 成功するための50の秘密』（ロバート・J・ペトロ、飛鳥新社） 1999.4
- 『見えない道 愛する時、そして死ぬ時』（ルシャッド・フィールド、角川書店） 1999.3
- 『QC 心のクワイエットコーナーを探そう』（ナンシー・オハラ、にじゅうに） 2000
- 『天使の歌が聞こえる』（ドロシー・マクリーン、日本教文社） 2001.10
- 『マジック・フォーミュラ 人生を光に変える魔法の処方せん』（マイケル・J・ローズ、徳間書店） 2002.4
- 『オズの子供たち 愛と光の使者』（ジェームス・トワイマン、徳間書店） 2002.11
- 『『あなたを動かす』知恵の言葉』（スーザン・ヘイワード編、PHP研究所） 2002、のち改題文庫化『人生を思いどおりに生きる知恵の言葉』
- 『魂の燃ゆるままに イサドラ・ダンカン自伝』（冨山房インターナショナル） 2004.5
- 『サーファー・ショーンの教え』（セルジオ・バンバーレン、飛鳥新社） 2004.8
- 『幸運が舞いこむ天使の言葉』（クリッシー・アステル、主婦の友社） 2007.1
- 『心にひびく知恵の言葉 あなたへの贈り物』（スーザン・ヘイワード編、PHP研究所） 2007.4
- 『きっと元気がでる10の方法』（ウエイン・W・ダイアー, クリスティーナ・トレーシー、PHP研究所） 2007.10
- 『富を『引き寄せる』科学的法則』（ウォレス・ワトルズ、角川文庫） 2008.1
- 『5つの願い たったひとつの質問から幸せな人生が手に入る本』（ゲイ・ヘンドリックス、ぶんか社） 2008.5
- 『宇宙からの手紙』（マイク・ドゥーリー、角川書店） 2008.8
- 『天使のまなざし 天国からの訪問者』（ジャッキー・ニューカム、主婦の友社） 2008.11
- 『小鳥の贈りもの 夢に向かって飛び立つあなたへ』（ピルッコ・ヴァイニーオ、PHP研究所） 2008.12
- 『9日間"プラスのこと"だけ考えると、人生が変わる』（ウエイン・W・ダイアー、三笠書房） 2009.4
- 『パワーオブナウ　魂が目覚める日々の言葉』（エックハルト・トール、徳間書店） 2019.11
- 『HEAL 癒しの力 自己治癒力の秘密』（ケリー・ヌーナン・ゴアス、KADOKAWA） 2020.3
- 『運のいい人だけが知っていること: いつでも自分の庭を耕しなさい』（ウエイン・W・ダイアー、三笠書房） 2021.7

### シャーリー・マクレーン
- 『アウト・オン・ア・リム 愛さえも越えて』（シャーリー・マクレーン、地湧社） 1986.10、のち角川文庫
- 『ダンシング・イン・ザ・ライト 永遠の私をさがして』（シャーリー・マクレーン、地湧社） 1987、のち角川文庫
- 『オール・イン・ザ・プレイング 私への目覚め』（シャーリー・マクレーン、地湧社） 1988、のち角川文庫
- 『風を追いかけて』（シャーリー・マクレーン、地湧社） 1989.2
- 『ゴーイング・ウイズィン チャクラと瞑想』（シャーリー・マクレーン、地湧社） 1990.2、のち角川文庫
- 『ダンス・ホワイル・ユー・キャン いまを輝かせて』（シャーリー・マクレーン、地湧社） 1992.5、のち角川文庫
- 『カミーノ 魂の旅路』（シャーリー・マクレーン、飛鳥新社） 2001.7
- 『愛犬テリーに教わったこと シャーリーと小さな先生の物語』（シャーリー・マクレーン、飛鳥新社） 2004.11

### ブライアン・L・ワイス
- 『前世療法 米国精神科医が体験した輪廻転世の神秘』（ブライアン・L・ワイス、PHP研究所） 1991、 のち文庫
- 『前世療法 2 米国精神科医が挑んだ、時を越えたいやし』（ブライアン・L・ワイス、PHP研究所） 1993、のち文庫
- 『魂の伴侶 傷ついた人生をいやす生まれ変わりの旅』（ブライアン・L・ワイス、PHP研究所） 1996、のち文庫
- 『魂の療法 ワイス博士の人生を癒すメッセージ』（ブライアン・L・ワイス、PHP研究所） 2001、のち改題文庫化『『前世』からのメッセージ』
- 『未来世療法 運命は変えられる』（ブライアン・L・ワイス、PHP研究所） 2005.6、のち文庫
- 『ワイス博士のストレス・ヒーリング やすらぎとパワーをあなたに』（PHP研究所、瞑想CDブック） 2006.1
- 『ワイス博士の前世療法 心を癒すスピリチュアルへの旅』（PHP研究所、瞑想CDブック） 2006.7

### パウロ・コエーリョ
- 『アルケミスト 夢を旅した少年』（パウロ・コエーリョ、地湧社） 1994.12、のち角川文庫
- 『星の巡礼』（パウロ・コエーリョ、地湧社） 1995.10、のち角川文庫
- 『ピエドラ川のほとりで私は泣いた』（パウロ・コエーリョ、地湧社） 1997.3、のち角川文庫
- 『第五の山』（パウロ・コエーリョ、角川書店） 1998.4、のち文庫
- 『弓を引く人』（パウロ・コエーリョ、KADOKAWA） 2021.11

### ジェームズ・レッドフィールド
- 『聖なる予言（英語版） 九つの知恵』（ジェームズ・レッドフィールド（英語版）、角川書店） 1995.4、のち文庫
- 『聖なる予言実践ガイド』（ジェームズ・レッドフィールド, キャロル・アドリエンヌ、角川書店） 1995.4、のち改題文庫化『人生を変える九つの知恵』
- 『第十の予言』（ジェームズ・レッドフィールド、角川書店） 1996.6、のち文庫
- 『聖なるヴィジョン』（ジェームズ・レッドフィールド、角川書店） 1998.9、のち文庫
- 『新しき流れの中へ 第十の予言の教え』（ジェームズ・レッドフィールド, アドリエンヌ、角川書店） 1999、のち文庫
- 『人生を変える力 第十一の予言』（ジェームズ・レッドフィールド、角川書店） 2001.2、のち文庫
- 『進化する魂』（ジェームズ・レッドフィールド, マイケル・マーフィー, シルビア・ティンバース、角川書店） 2004.3

### ロンダ・バーン
- 『ザ・シークレット』（ロンダ・バーン、佐野美代子共訳、角川書店） 2007.10
- 『ザ・パワー』（ロンダ・バーン、佐野美代子共訳、角川書店） 2011.4
- 『ザ・マジック』（ロンダ・バーン、佐野美代子共訳、角川書店） 2013.2
- 『ザ・シークレット 日々の教え』（ロンダ・バーン、佐野美代子共訳、角川書店） 2014.10
- 『ヒーロー』（ロンダ・バーン、佐野美代子共訳、角川書店） 2015.2
- 『ザ・シークレット 人生を変えた人たち』（ロンダ・バーン、佐野美代子共訳、角川書店） 2017.10

### OSHO（バグワン・シュリ・ラジニーシ）
- 『Joy 喜び』（OSHO、角川書店） 2013.9 ISBN 978-4-04-110539-9
- 『Courage 勇気』（OSHO、角川書店） 2014.10 ISBN 978-4-04-101358-8
- 『Intuition 直観』（OSHO、角川書店） 2016.8 ISBN 978-4-04-104948-8
- 『Creativity 創造性』（OSHO、角川書店） 2017.3 ISBN 978-4041013571